# P. T. Motor Company
P. T. Motor Company war ein US-amerikanischer Hersteller von Motoren und Kraftfahrzeugen.

## Unternehmensgeschichte
A. M. Hudson und F. B. Widmayer boten bereits 1900 einen Hilfsmotor für Fahrräder an. Später verkauften sie die Rechte an diesem Motor an Crescent.
Erst 1901 gründeten sie das Unternehmen in New York City. Hudson wurde Präsident und Widmayer Sekretär und Schatzmeister. Nun stellten sie Motoren für  Kraftfahrzeuge her. Außerdem entstanden Motorräder und Automobile. Der Markenname lautete PT. Nach 1902 verliert sich die Spur des Unternehmens.

## Produkte
Der Hilfsmotor von 1900 war ein Einzylindermotor mit 1 PS Leistung. Er kostete 75 US-Dollar.
Die Motoren ab 1901 waren ebenfalls Einzylindermotoren. Sie waren luftgekühlt und in den Leistungsstufen 3 PS, 4 PS, 6 PS und 8 PS erhältlich.
Die Motorräder hatten den Motor mit 3 PS Leistung.
Die Automobile waren als Runabout karosseriert. Der Neupreis betrug rund 500 Dollar.